# معبد كابيتولين
معبد كابيتولين هو معلم تذكاري قديم؛ يقع في مدينة وليلي القديمة في فاس مكناس، المغرب. يعود تاريخه إلى العصر الروماني، وكان يقع في مملكة موريطنية القديمة.

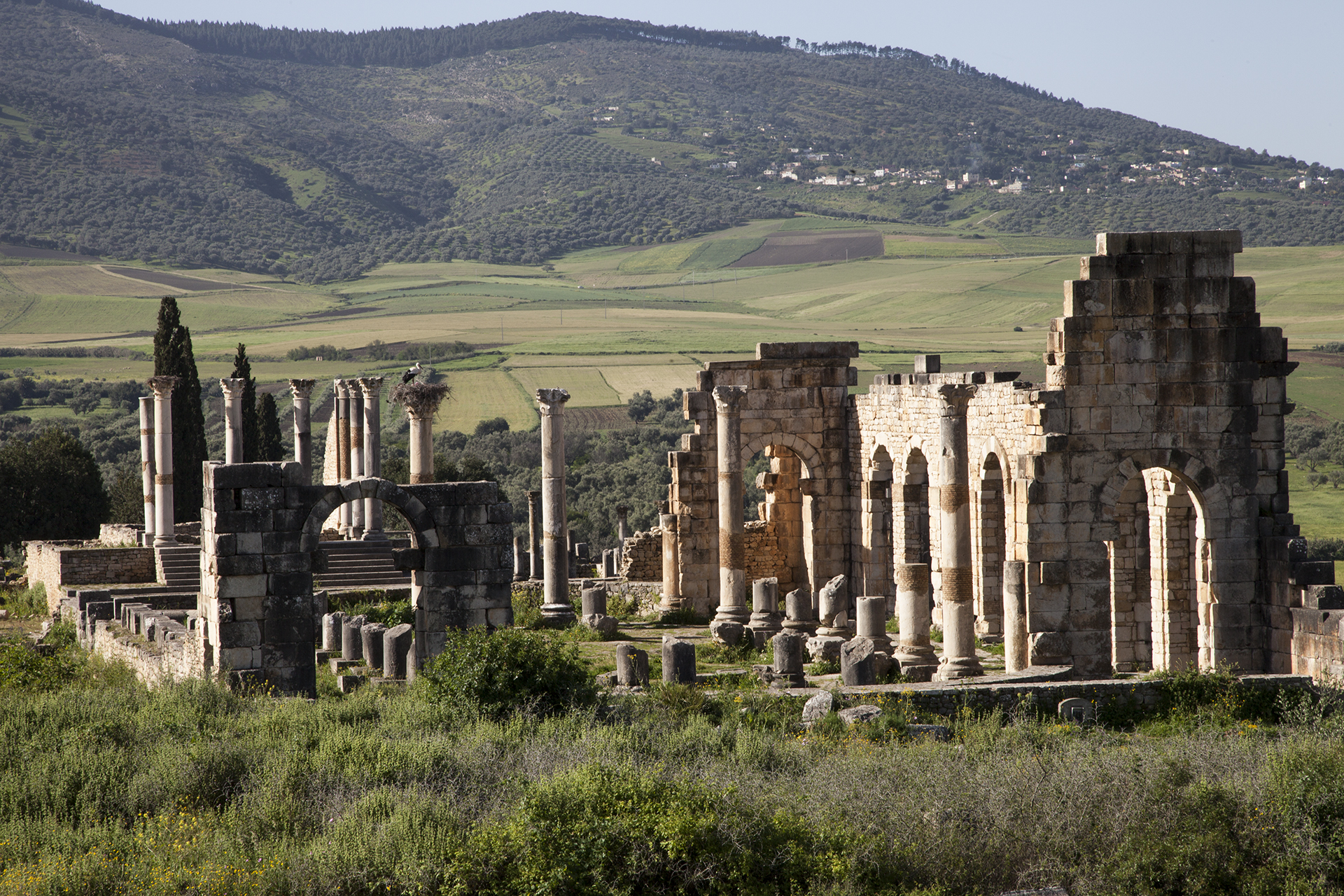
أطلال حجرية لمعبد كابيتولين في وليلي

يجسد المبنى التصميم المعماري للرواق، وقد تم تخصيصه لـ الإمبراطور الروماني ماكرينوس. كما تم تخصيص المعبد لثالوث الآلهة الرومانية جونو وجوبيتر ومينيرفا. وفقًا لروجرسون، سيجتمع المجلس أسفل معبد كابيتولين من أجل إعلان الحرب، ثم العودة لاحقًا إلى هذا الموقع مع غنيمة الحرب الناشئة.
بنى الرومان أيضًا معابد تحمل نفس الاسم في روما القديمة، ومواقع أخرى داخل الإمبراطورية الرومانية.

## أنظر أيضا
- قوس تراجان( تيمقاد)
- الضريح اللوبي البوني( دقة)
- إيمدغاسن
- العمارة الرومانية